# Colibrí maragda de Gould
El colibrí maragda de Gould (Riccordia elegans) és un ocell extint de la família dels troquílids (Trochilidae) descrit per un únic exemplar d'origen desconegut, potser de l'illa de Jamaica. Fins fa poc era inclòs al gènere Chlorostilbon.